# Listă de scriitori algerieni
- Jean Amrouche (1907-1962)
- Marguerite Taos Amrouche (1913-1976)
- Rachid Boudjedra (1914-)
- Albert Camus (1913-1960)
- Jacques Derrida (1930-2004)
- Mohammed Dib (1920-2003)
- Tahar Djaout (1954-1993)
- Assia Djebar (1936-)
- Frantz Fanon, originar din Martinica (1925-1961)
- Mouloud Feraoun (1913-1962)
- Yasmina Khadra (1955-)
- Mouloud Mammeri (1917-1989)
- Rachid Mimouni (1945-1995)
- Ahlam Mostaghanemi
- Leïla Sebbar
- Jean Sénac (1926-1962)
- Kateb Yacine (1929-1989)